# Чемпионат Беларуси по шоссейному велоспорту
Чемпионат Беларуси по шоссейному велоспорту — национальный чемпионат Белоруссии по шоссейному велоспорту. За победу в дисциплинах присуждается майка в цветах национального флага (на илл.).

## Призёры

### Мужчины. Групповая гонка.
| Год  | Золото                  | Серебро             | Бронза                |
| ---- | ----------------------- | ------------------- | --------------------- |
| 1996 | Вячеслав Гуерман        | Олег Бондарик       | Павел Кравецкий       |
| 1997 | Сергей Бородулин        | Александр Шарапов   | Андрей Бородулин      |
| 1998 | Александр Шарапов       | Александр Усов      | Александр Козлов      |
| 1999 | Евгений Сенюшкин        | Евгений Голованов   | Сергей Бородулин      |
| 2000 | Александр Козлов        | Александр Кучинский | Дмитрий Авласенко     |
| 2001 | Евгений Собаль          | Алексей Левданский  | Александр Козлов      |
| 2002 | Александр Усов          | Александр Козлов    | Константин Сивцов     |
| 2003 | Евгений Собаль (2)      | Константин Сивцов   | Евгений Гутарович     |
| 2004 |                         |                     |                       |
| 2005 | Александр Кучинский     | Анатолий Чабурко    | Владимир Аутко        |
| 2006 | Константин Сивцов       | Александр Кучинский | Анатолий Чабурко      |
| 2007 | Бранислав Самойлов      | Александр Кучинский | Евгений Гутарович     |
| 2008 | Евгений Гутарович       | Александр Кучинский | Александр Усов        |
| 2009 | Евгений Гутарович (2)   | Александр Кучинский | Александр Синельников |
| 2010 | Александр Кучинский (2) | Евгений Собаль      | Константин Климянков  |
| 2011 | Александр Кучинский (3) | Константин Сивцов   | Бранислав Самойлов    |
| 2012 | Евгений Гутарович (3)   | Сергей Попок        | Александр Кучинский   |
| 2013 | Андрей Красильников     | Сергей Попок        | Игорь Мыцко           |
| 2014 | Евгений Гутарович (4)   | Николай Шумов       | Никита Жаровень       |
| 2015 | Андрей Красильников (2) | Александр Кучинский | Илья Кошевой          |
| 2016 | Константин Сивцов (2)   | Николай Шумов       | Бранислав Самойлов    |
| 2017 | Николай Шумов           | Антон Ивашкин       | Александр Рябушенко   |
| 2018 | Станислав Божков        | Сергей Попок        | Бранислав Самойлов    |

### Мужчины.Индивидуальная гонка.
| Год  | Золото                 | Серебро             | Бронза              |
| ---- | ---------------------- | ------------------- | ------------------- |
| 1997 | Александр Чупиков      | Павел Кравецкий     | Евгений Сенюшкин    |
| 1998 | Александр Чупиков (2)  | Игорь Гримков       | Александр Козлов    |
| 1999 | Виктор Рапинский       | Андрей Войнов       | Василий Кириенко    |
| 2000 | Виктор Рапинский (2)   | Василий Кириенко    | Дмитрий Авласенко   |
| 2001 | Виктор Рапинский (3)   | Василий Кириенко    | Александр Кучинский |
| 2002 | Василий Кириенко       | Константин Сивцов   | Александр Кучинский |
| 2003 | Евгений Собаль         | Дмитрий Авласенко   | Константин Сивцов   |
| 2004 |                        |                     |                     |
| 2005 | Василий Кириенко (2)   | Виктор Рапинский    | Владимир Аутко      |
| 2006 | Василий Кириенко (3)   | Александр Кучинский | Анатолий Чабурко    |
| 2007 | Андрей Куницкий        | Бранислав Самойлов  | Василий Кириенко    |
| 2008 | Андрей Куницкий (2)    | Василий Кириенко    | Александр Кучинский |
| 2009 | Бранислав Самойлов     | Андрей Красильников | Сергей Новиков      |
| 2010 | Бранислав Самойлов (2) | Андрей Красильников | Сергей Новиков      |
| 2011 | Константин Сивцов      | Илья Кошевой        | Андрей Голубев      |
| 2012 | Бранислав Самойлов (3) | Андрей Красильников | Станислав Божков    |
| 2013 | Константин Сивцов (2)  | Андрей Красильников | Бранислав Самойлов  |
| 2014 | Константин Сивцов (3)  | Сергей Попок        | Бранислав Самойлов  |
| 2015 | Василий Кириенко (4)   | Бранислав Самойлов  | Андрей Красильников |
| 2016 | Константин Сивцов (4)  | Бранислав Самойлов  | Олег Агиевич        |
| 2017 | Евгений Каралюк        | Станислав Божков    | Антон Музычкин      |
| 2018 | Василий Кириенко (5)   | Бранислав Самойлов  | Константин Сивцов   |

### Женщины. Групповая гонка.
| Год  | Золото               | Серебро              | Бронза            |
| ---- | -------------------- | -------------------- | ----------------- |
| 1999 | Татьяна Макеева      | Вероника Шереметьева | Оксана Звягинцева |
| 2000 | Татьяна Макеева (2)  | Ольга Кушнеревич     | Валентина Волчок  |
| 2001 | Татьяна Макеева (3)  | Ольга Хаева          | Ольга Кушнеревич  |
| 2002 | Ольга Хаева          | Вероника Шереметьева | Юлия Черепан      |
| 2003 |                      |                      |                   |
| 2004 | Ольга Хаева (2)      | Татьяна Шаракова     | Мария Галан       |
| 2005 | Татьяна Шаракова     | Елена Гецман         | Вероника Вырацкая |
| 2006 | Елена Гецман         | Вероника Шереметьева | Анна Субота       |
| 2007 | Татьяна Шаракова (2) | Оксана Попко         | Алёна Амелюсик    |
| 2008 | Татьяна Шаракова (3) | Зинаида Стагурская   | Ирина Осовец      |
| 2009 | Татьяна Шаракова (4) | Зинаида Стагурская   | Елена Азаркевич   |
| 2010 | Оксана Попко         | Алёна Амелюсик       | Ирина Крючкова    |
| 2011 | Алёна Амелюсик       | Татьяна Шаракова     | Алёна Сицко       |
| 2012 | Татьяна Шаракова (5) | Светлана Стагурская  | Алёна Амелюсик    |
| 2013 | Алёна Амелюсик (2)   | Марина Шмаянкова     | Ксения Тугай      |
| 2014 | Алёна Амелюсик (3)   | Алёна Сицко          | Ксения Тугай      |
| 2015 | Алёна Амелюсик (4)   | Татьяна Шаракова     | Инна Савенко      |
| 2016 | Татьяна Шаракова (6) | Ксения Тугай         | Полина Пивоварова |

### Женщины. Индивидуальная гонка.
| Год  | Золото               | Серебро                  | Бронза                   |
| ---- | -------------------- | ------------------------ | ------------------------ |
| 1999 | Татьяна Макеева      | Светлана Сычёва          | Вероника Шереметьева     |
| 2000 | Татьяна Макеева (2)  | Елена Гецман             | Валентина Волчок         |
| 2001 | Татьяна Макеева (3)  | Ольга Кушнеревич         | Елена Гецман             |
| 2002 |                      |                          |                          |
| 2003 | Елена Гецман         |                          |                          |
| 2004 |                      |                          |                          |
| 2005 | Татьяна Шаракова     | Елена Гецман             |                          |
| 2006 | Алёна Сицко          | Алеся Белячук            |                          |
| 2007 | Татьяна Шаракова (2) | Елена Дылько             | Алёна Амелюсик           |
| 2008 | Татьяна Шаракова (3) | Оксана Попко             | Анна Толканица           |
| 2009 | Татьяна Шаракова (4) | Анна Толканица           | Алёна Амелюсик           |
| 2010 | Оксана Попко         | Алёна Сицко              | Татьяна Панина           |
| 2011 | Алёна Амелюсик       | Татьяна Шаракова         | Оксана Попко             |
| 2012 | Алёна Амелюсик (2)   | Елена Дылько             | Алёна Сицко              |
| 2013 | Алёна Амелюсик (3)   | Алёна Сицко              | Ольга Масюкович-Антонова |
| 2014 | Алёна Амелюсик (4)   | Ольга Масюкович-Антонова | Полина Пивоварова        |
| 2015 | Алёна Амелюсик (5)   | Татьяна Шаракова         | Алёна Сицко              |
| 2016 | Татьяна Шаракова (5) | Алёна Амелюсик           | Екатерина Петровская     |